# Sigma1 Gruis
Sigma1 Gruis (50 Gruis) é uma estrela na direção da constelação de Grus. Possui uma ascensão reta de 22h 36m 29.27s e uma declinação de −40° 34′ 57.0″. Sua magnitude aparente é igual a 6.28. Considerando sua distância de 226 anos-luz em relação à Terra, sua magnitude absoluta é igual a 2.07. Pertence à classe espectral A3Vn.